# Fallicambarus hortoni
Fallicambarus hortoni är en kräftdjursart som beskrevs av Hobbs och Fitzpatrick 1970. Fallicambarus hortoni ingår i släktet Fallicambarus och familjen Cambaridae. IUCN kategoriserar arten globalt som akut hotad. Inga underarter finns listade i Catalogue of Life.